# Titularbistum Sistroniana
Sistroniana ist ein Titularbistum der römisch-katholischen Kirche.
Die in Nordafrika gelegene Stadt war ein alter römischer Bischofssitz. Er lag in der römischen Provinz Numidien.
| Titularbischöfe von Siccenna |                                                        |                                                                  |                  |               |
| Nr.                          | Name                                                   | Amt                                                              | von              | bis           |
| 1                            | José María Guix Ferreres                               | Weihbischof in Barcelona (Spanien)                               | 22. Oktober 1968 | 20. Juli 1983 |
| 2                            | Alberto Tricarico Titularerzbischof pro hac vice       | Apostolischer Pro-Nuntius Apostolischer Delegat Kurienerzbischof | 28. Februar 1987 | 27. Juni 2024 |
| 3                            | Giancarlo Dellagiovanna Titularerzbischof pro hac vice | Apostolischer Nuntius                                            | 15. März 2025    |               |